# Altstoffliste (Sprengstoffgesetz)
Die Liste der explosionsgefährlichen Stoffe nach § 2 Abs. 6 Satz 2 SprengG oder kurz Altstoffliste ist eine Liste von chemischen Verbindungen, die im deutschen Sprengstoffrecht nach dem Sprengstoffgesetz als explosionsgefährlich eingestuft sind. Sie wurde im Dezember 1986 aufgestellt und im März 1987 berichtigt. 
Es werden Stoffe aufgelistet, die zur Zeit des Erstellens als explosionsgefährlich bekannt sind und die darum im Gegensatz zu neuen, noch unbekannten explosionsgefährlichen Stoffen nicht vor dem Importieren, Herstellen oder Vertreiben von der Bundesanstalt für Materialforschung und -prüfung geprüft werden müssen. 
Die Liste umfasst insgesamt 105 Stoffe und Stoffgruppen sowie eine Anzahl von Mischungen dieser Stoffe. 

## Liste der Altstoffe
- Ammoniumdichromat
- Ammoniumperchlorat
- Ammoniumpikrat
- Azotetrazol-Salze
- Bleiazid
- Bleidinitrokresolat
- Bleitrinitroresorcinat
- 1,2,4-Butantrioltrinitrat
- Cellulosenitrate
- Cyanurtriazid
- Di(aminoguanidin)azotetrazol
- Diazodinitrophenol
- 2,4-Dichlor-1,3,5-trinitrobenzol
- Diethanolamintrinitrat
- Diethylenglykoldinitrat
- Diglycerintetranitrat
- Dinitroaminophenol
- Dinitrodimethyloxamid
- Dinitrodioxyethyl-oxamid-dinitrat
- Dinitrophenol-Salze
- Dinitrophenylglycerinetherdinitrat
- Dinitrophenylglycerinethermononitrat
- Dinitrophenylglykolethernitrat
- Dinitroresorcinschwermetallsalze
- Dioxyethylnitramindinitrat
- Dipentaerythrithexanitrat
- Erythrittetranitrat
- Ethylendiamindinitrat
- Ethylendinitramin
- Ethylnitrat
- Glycerin-acetat-dinitrat
- Glycerinmonochlorhydrin-dinitrat
- Glycerindinitrat
- Glycerin-formiat-dinitrat
- Glycerin-nitrolactat-dinitrat
- Glycerintrinitrat
- Glycidnitrat
- Glykoldinitrat
- Guanidinperchlorat
- Guanidinpikrat
- Hexamethylentriperoxiddiamin
- Hexanitroazobenzol
- Hexanitrodiphenyl
- Hexanitrodiphenylether
- Hexanitrodiphenylamin
- Hexanitrophenylaminkalium
- Hexanitrodiphenylglycerinethermononitrat
- Hexanitrodiphenyloxamid
- Hexanitrodiphenylsulfid
- Hexanitrodiphenylsulfon
- Hexanitrosobenzol
- Hexanitrostilben
- Hydrazinazid
- Hydrazinnitrat
- Hydrazinperchlorat
- Kaliumdinitrobenzofuroxan
- Mannitolhexanitrat
- Methylnitrat
- Methyltrimethylolmethantrinitrat
- Monoethanolamindinitrat
- Mononitroresorcinschwermetallsalze
- Nitroisobutylglycerintrinitrat
- Nitromethylpropandioldinitrat
- Pentaerythrittetranitrat
- 1,3-Propandioldinitrat
- Quecksilberfulminat
- Silberazid
- Silberfulminat
- Tetramethylentetranitramin
- Tetramethylolcyclohexanolpentanitrat
- Tetramethylolcyclohexanontetranitrat
- Tetramethylolcyclopentanolpentanitrat
- Tetramethylolcyclopentanontetranitrat
- Tetranitroacridon
- Tetranitroanilin
- Tetranitroanisol
- Tetranitrodibenzo-1,3a,4,6a-tetraazapentalen
- Tetranitronaphthalin
- Tetraschwefeltetraimid
- Tetraschwefeltetranitrid
- 1-(5′-Tetrazolyl)-4-guanyltetrazenhydrat
- Triaminotrinitrobenzol
- 1,3,5-Trichlor-2,4,6-trinitrobenzol
- Triethylenglykoldinitrat
- Trimethylentrinitramin
- Trinitroethanol
- Trinitroanilin
- Trinitroanisol
- Trinitrobenzoesäure
- Trinitrobenzol
- Trinitrochlorbenzol
- Trinitrokresol
- Trinitrokresolsalze
- 1,3,8-Trinitronaphthalin
- Trinitrophenetol
- Trinitrophenol
- Trinitrophenolsalze
- Trinitrophenylethanolnitraminnitrat
- Trinitrophenylglycerinetherdinitrat
- Trinitrophenylglykolethernitrat
- Trinitrophenylmethylnitramin
- Trinitroresorcin
- Trinitrotoluol
- Trinitroxylol
- Zuckernitrate